# Un reietto delle isole
Un reietto delle isole (An Outcast of the Islands) è il secondo romanzo di Joseph Conrad pubblicato nel 1896 e ispirato alle esperienze di Conrad a bordo della nave a vapore Vidar. Il romanzo è composto da 5 parti per un totale di 26 capitoli e fa parte della cosiddetta Trilogia del capitano Lingard, poiché il personaggio (ispirato a un certo William Lingard realmente esistito), compare anche nei romanzi La follia di Almayer (1895) e Il salvataggio (1920). Unitamente a Lord Jim i romanzi fanno parte dei cosiddetti Romanzi della Malesia. 

## Trama
Peter Willems è un trentenne di origini olandesi, intelligente, abile e spregiudicato nei commerci ma nello stesso tempo profondamente sciocco, immorale ed egotista. Egli è l’uomo di fiducia di Hudig, della ditta commerciale Hudig e C. di Macassar.
Il giovane era figlio di una povera e numerosa famiglia di Rotterdam. Imbarcatosi ancora ragazzo come mozzo sulla nave olandese Kosmopoliet IV, aveva subito ben capito che la vita dura e severa del mare non era confacente al suo carattere e alle sue aspirazioni e, in uno dei tanti viaggi, aveva disertato abbandonando il bastimento nella rada di Samarang.
Per sua fortuna egli si imbatté nel capitano Tom Lingard (il Rajah Laut) il quale, preso a ben volere il giovane, lo imbarcò con sé sul Flash, il suo brigantino, con cui effettuava vari commerci, come contabile e scrivano: "conosceva bene l'inglese, era veloce nei conti ed aveva una bella calligrafia". 
Vari anni dopo il giovane fu notato da Hudig e, in virtù delle sue buone qualità, dietro assenso di Lingard, fu assunto nella ditta. Willems godeva così di una posizione invidiabile, sposò solo per compiacere Hudig, Joanna, una meticcia da cui ebbe un figlio, Louis, e Hudig stesso diede alla coppia un grazioso bungalow in cui abitare.
Willems si compiaceva della sua posizione e della superiorità della sua razza di bianco, disprezzando gli indigeni locali, esseri sudici e dissoluti, il cui inutile, prosaico destino sembrava fosse stato scritto fin già dalla loro nascita, ma soprattutto sottoponeva la moglie, il cognato Leonard e la famiglia tutta a continue vessazioni e umiliazioni.
Tutto sembrava filare liscio come l’olio, fino a quando egli non commise il grave errore di appropriarsi (seppure temporaneamente s’intende!), di una somma di denaro del principale per onorare un debito di gioco, si dilettava infatti tutte le sere al biliardo e al poker nel locale Hotel della Sonda.
Licenziato in tronco da Hudig, che aveva scoperto l’ammanco grazie al suo cassiere, il Signor Vinck, il castello di carte su cui Willems aveva costruito la sua esistenza crollò di colpo, la moglie e la famiglia di lei, stanchi dei suoi continui soprusi, lo cacciarono di casa ed egli incominciò a vagare per Macassar senza meta né progetti futuri, con l’unica prospettiva del suicidio. 
Di nuovo fu il capitano Lingard, saputo dell’accaduto e sentendosi in un certo qual modo responsabile del destino del giovane, a correre in aiuto del "reietto" (non tutto era perduto, aveva commesso, sì, uno sbaglio ma si poteva rimediare), svelandogli inoltre che egli, in un certo qual modo, era stato "raggirato"; Joanna non era altro che la figlia di un rapporto illecito di Hudig, il quale aveva ordito tutta una serie di inganni per "sistemarla" con Willems, salvando così onore e faccia.
Dietro consiglio di Lingard, di attendere cioè qualche tempo e poi sistemare la faccenda (Joanna la moglie si era nel frattempo pentita e bramava che il marito tornasse da lei), il giovane Willems si imbarcò sul Flash per raggiungere Sambir (un avamposto nell'Indonesia) e coadiuvare Almayer, l’uomo di Lingard che in quel luogo si occupava dei commerci. Willems fu quindi messo al corrente del "segreto di Lingard", un braccio del fiume Pantai con un'entrata sconosciuta che celava le ricche zone in cui il capitano estraeva ingenti quantità di guttaperca e malacca, zona affannosamente ricercata dagli arabi della zona. Lingard sarebbe poi ripartito per affari, tornando a Sambir dopo alcuni mesi. 
Tra Willems e Almayer, marito della figliastra meticcia di Lingard da cui ha avuto la bambina Nina, si instaurò subito diffidenza e rivalità e Willems, non avendo granché da fare, incominciò a gironzolare e bighellonare tra i canali e la vegetazione del luogo, fu così che si imbatté nella giovane e bellissima Aissa, la figlia di Omar el Bodavi, un predone arabo, ex condottiero dei pirati del Brunei, ormai vecchio e cieco.
Tra i due scoppia la scintilla e Willems, nonostante le sue ripugnanze verso quei "selvaggi", diviene completamente succube della ragazza, perdendo completamente la ragione. Di ciò ne approfitta l'astuto Babalatchi, il consigliere fidato di Lakamba, un vecchio avventuriero malese Rajah di Sambir e, tramando alle spalle di Willems, allettato da facili guadagni, riesce a far indicare da questo all'arabo Syed Abdulla bin Selim il segreto di Lingard.
Abdulla risale quindi il fiume con il suo brigantino armato Lord of Isles, piazzandosi con i suoi cannoni di fronte alla casa di Almayer e a quella del vecchio e ormai inoffensivo Rajah Palatolo. 
Finalmente torna a Sambir il capitano Lingard con un brigantino a noleggio in quanto il Flash era affondato, andato rovinosamente a cozzare contro degli scogli affioranti. A bordo vi sono Joanna, la moglie di Willems, decisa a riappacificarsi con il marito, e il figlioletto dei due. Lingard viene messo al corrente da Almayer del tradimento di Willems, del suo infatuamento verso Aissa e delle angherie e prepotenze che, appoggiato dagli arabi, aveva commesso in questi mesi.
Al vecchio capitano, visibilmente furioso e adirato dagli eventi, perviene quindi una lettera di Willems che lo invita urgentemente a recarsi presso la sua capanna, situata su una collinetta fuori del villaggio sull'altra sponda del fiume, per parlargli. Lingard non perde tempo e recatosi in loco, incontra Aissa che lo supplica di non uccidere il suo amato. In effetti il capitano non vuole uccidere l'uomo, ma "rendere giustizia e punirlo". 
Nell'incontro tra i due Lingard non può fare a meno di assestare a Willems un vigoroso pugno sul volto, ma questo non reagisce, implorando invece il capitano di portarlo via di lì, dove ormai è mal visto da tutti e per gli arabi, suoi ex soci nel tradimento, è divenuto un personaggio ingombrante e scomodo. 
La punizione di Lingard è abbandonare Willems in quel luogo, perché egli è ormai un "reietto" da dimenticare e di cui vergognarsi, che con la sua condotta ha disonorato il codice della fedeltà (valore caro nella filosofia di Conrad).
Almayer non è però soddisfatto della decisione di Lingard, cioè di lasciare Willems con Aissa e di dover pure fornire i viveri che altrimenti i due non potrebbero procacciarsi, inoltre egli è preoccupato e ansioso per il futuro e per la sua Nina, che vorrebbe un giorno, quando ormai ricco, portare in Europa e togliere così da quel sudicio e malsano luogo... Se poi Lingard nella sua magnanimità perdonasse Willems, di lui cosa sarebbe ? Dovrebbe dividere i suoi guadagni e la sua vita con quel mascalzone ? L'uomo preso da questi angosciosi pensieri decide allora di dire a Joanna, che Lingard gli aveva temporaneamente "scaricato" con il piccolo Louis nella sua casa, che il marito Willems non è morto, come Lingard voleva le si dicesse, bensì vive sull'altra sponda del fiume, ma senza far menzione di Aissa, e incarica Banjer e i suoi due fratelli, vagabondi capitati a Sambir, di portare ivi la donna con una imbarcazione.
Joanna sbarca quindi di fronte alla capanna e all'attonito e meravigliato Willems, Aissa, udite delle voci estranee, impugna la rivoltella di Willems, credendo che siano sbarcati dei nemici pronti a far del male a lei e al suo uomo. Inevitabilmente le due donne si trovano di fonte, Joanna comprende come Willems l'abbia tradita con un'altra donna e Aissa, alla vista anche del bambino, capisce furiosa di essere stata ingannata dal suo amato. 
La situazione precipita allorché Willems, sperando di potersi ricongiungere con la moglie e incominciare una nuova vita abbandonando Aissa e quel sudicio posto, si avvicina minaccioso alla ragazza per prenderle l'arma, Aissa esplode un colpo che ferisce mortalmente l'uomo. 
Nell'epilogo del romanzo, Almayer dopo molti anni, racconta a un visitatore occasionale, ricercatore di orchidee, la storia e la fine di Willems, Lingard lo aveva fatto seppellire su una collina con una lapide e l'epigrafe: "Peter Willems, liberato per misericordia di Dio dal suo nemico", Joanna era tornata con il figlio a Macassar e Aissa, ormai vecchia, viveva a Sambir della generosa carità di Lingard, il quale, dapprima intento alla ricerca dell'oro, era poi tornato in Inghilterra rendendosi irreperibile, lasciando lo sconsolato Almayer nella più completa disperazione per il suo futuro destino.

## Personaggi
- Narratore onnisciente
- Peter Willems, il reietto
- Joanna, la moglie meticcia di Willems e il loro figlioletto Louis
- Leonard da Souza, il cognato di Willems
- Capitano Tom Lingard, soprannominato il "Rajah Laut" (Re del mare)
- Hudig, proprietario della "Hudig e C."
- Signor Vinck, il cassiere di Hudig, vive con la moglie s Sambir, detesta Willems, in attesa di un'occasione per farlo licenziare
- Kaspar Almayer, l'uomo di fiducia a Sambir, dove vive con la moglie, figliastra meticcia di Lingard, e la figlioletta Nina
- Ali, il fedele servo malese di Almayer
- Aissa, la bellissima figlia del predone arabo Omar el Bodavi, ormai vecchio e completamente cieco
- Lakamba, il Rajah di Sambir, energico e autoritario
- Babalatchi, il vecchio e astuto consigliere di Lakamba, cieco di un occhio
- Il Rajah Palatolo, ormai vecchio e inoffensivo, vive ritirato a Sambir
- Syed Abdulla bin Selim, il predone arabo, capitano del brigantino armato "Lord of Isles"
- Banjer e i suoi fratelli, vagabondi a Sambir, su ordine di Almayer portano Joanna da Willems

## Edizioni italiane
- Un reietto delle isole (2 voll.), traduzione di e prefazione di G. D'Arese [pseudonimo di Marina M. Cremonesi], Collana Occidente, Torino, Slavia, 1932.
- Un reietto delle isole, traduzione di G. D'Arese, introduzione di Adelia Noferi, Collana Opere di Joseph Conrad n.II, Milano, Bompiani, 1952.
- Un reietto delle isole, trad. di Ivo Brunetti e Ugo Mursia, in Romanzi della Malesia, a cura di Ugo Mursia, introduzione di Elio Chinol, Mursia, Milano, 1968.
- Un reietto delle isole, trad. di Ivo Brunetti e Ugo Mursia, presentazione di Mario Curreli, Mursia, Milano, 1979.
- Un reietto delle isole, traduzione di Richard Ambrosini, introduzione di Francesco Binni, Collana i grandi libri, Milano, Garzanti, 1994-2010, ISBN 978-88-11-36527-3.
- Romanzi della Malesia: La follia di Almayer; Il reietto delle isole; La linea d'ombra, traduzione di Maria Teresa Mariani e Dunja Badnjevic Orazi, introduzione di Bruno Traversetti, Collana Grandi tascabili economici, Roma, Newton Compton, 1995.

## Adattamenti
- L'avventuriero della Malesia (Outcast of the Islands) ― film del 1951 diretto da Carol Reed[3]
- Un reietto delle isole ― film tv del 1980 diretto da Giorgio Moser